# Сент-Джеймс (парафія)
Шаблон:StateAbbr_ 30°02′ пн. ш. 90°48′ зх. д. / 30.03° пн. ш. 90.8° зх. д.
Округ  Сент-Джеймс (англ. St. James Parish) — округ (парафія) у штаті  Луїзіана, США. Ідентифікатор округу 22093.

## Демографія
За даними перепису 
2000 року 
загальне населення округу становило 21216 осіб, зокрема міського населення було 13782, а сільського — 7434.
Серед мешканців округу чоловіків було 10228, а жінок — 10988. В окрузі було 6992 домогосподарства, 5550 родин, які мешкали в 7605 будинках.
Середній розмір родини становив 3,43.
Віковий розподіл населення поданий у таблиці:
| Стать    | До 15 років | 15-21 | 22-29 | 30-39 | 40-49 | 50-65 | 65-85 | Понад 85 |
| -------- | ----------- | ----- | ----- | ----- | ----- | ----- | ----- | -------- |
| Чоловіки | 2539        | 1305  | 908   | 1500  | 1570  | 1409  | 911   | 86       |
| Жінки    | 2518        | 1232  | 979   | 1610  | 1639  | 1645  | 1164  | 201      |

## Суміжні округи
- Ассансьйон — північ
- Сент-Джон-Баптист — схід
- Лафурш — південь
- Ассумпсьйон — захід

## Виноски
1. ↑  U.S. Decennial Census. United States Census Bureau. Процитовано 1 вересня 2014.
2. ↑  Historical Census Browser. University of Virginia Library. Архів оригіналу за 11 серпня 2012. Процитовано 1 вересня 2014.
3. ↑  Population of Counties by Decennial Census: 1900 to 1990. United States Census Bureau. Процитовано 1 вересня 2014.
4. ↑  Census 2000 PHC-T-4. Ranking Tables for Counties: 1990 and 2000 (PDF). United States Census Bureau. Процитовано 1 вересня 2014.
5. ↑  State & County QuickFacts. United States Census Bureau. Архів оригіналу за 26 серпня 2011. Процитовано 18 серпня 2013. [Архівовано 2011-08-26 у Wayback Machine.](англ.) Наведено за англійською вікіпедією.
6. ↑  American FactFinder. Бюро перепису населення США. Архів оригіналу за 26 лютого 2012. Процитовано 31 січня 2008. [Архівовано 2008-05-21 у Wayback Machine.]

| США | Це незавершена стаття з географії США. Ви можете допомогти проєкту, виправивши або дописавши її. |